# Ian Hodder
Ian Hodder (født 23. november 1948 i Bristol) er en britisk arkæolog, der har ledet udgravninger ved Çatalhöyük siden 1993.
Han er kendt for "postprocessuel arkæologi".